# Pam Emmerik
Paméla Louise (Pam) Emmerik (Amerongen, 2 april 1964 – Rotterdam, 3 juli 2015) was een Nederlands auteur, beeldend kunstenaar en kunstcriticus.

## Biografie
Emmerik schreef romans, essays, toneelstukken en graphic novels. Ze was in 2004 genomineerd voor de AKO Literatuurprijs voor Het wonder werkt met verhalen over kunst. In 2006 ontving zij hiervoor de J. Greshoff-prijs.
In het Museum Boijmans Van Beuningen is sinds april 2013 een grote muurschildering van haar hand te bewonderen.

## Toneelstukken
- Het voorvocht van een beschermengel, dialoog (2003)
- I love you in de bosjes, monoloog (2003)
- Blij als een gebakken ei, monoloog (2010)

## Prijzen
- 2001 de Halewijnprijs voor haar gehele oeuvre.
- 2006 de J. Greshoff-prijs voor Het wonder werkt